# Olympische Sommerspiele 1932/Teilnehmer (Belgien)
| Gelbes Symbol für Goldmedaillen mit stilisierten Olympischen Ringen | Graues Symbol für Silbermedaillen mit stilisierten Olympischen Ringen | Braundes Symbol für Bronzemedaillen mit stilisierten Olympischen Ringen |
| ------------------------------------------------------------------- | --------------------------------------------------------------------- | ----------------------------------------------------------------------- |
| —                                                                   | —                                                                     | —                                                                       |

Belgien nahm an den Olympischen Sommerspielen 1932 in Los Angeles, USA, mit einer 36-köpfigen Delegation teil. Unter ihnen waren lediglich sieben Sportler, sechs Männer und eine Frau, die alle an den Fechtwettbewerben teilnahmen. Diese konnten keine Medaillen gewinnen. Die übrigen Teilnehmer beteiligten sich an den Kunstwettbewerben, André Verbeke gewann dabei Bronze.

## Teilnehmer nach Sportarten

### Fechten
- Jenny Addams
Damen, Florett, Einzel: 4. Platz

- Xavier De Beukelaer
Herren, Degen, Einzel: 8. Platz
Herren, Degen, Mannschaft: 4. Platz

- Georges de Bourguignon
Herren, Florett, Einzel: Halbfinale
Herren, Säbel, Einzel: Vorrunde

- Raoul Henkaert
Herren, Degen, Mannschaft: 4. Platz

- Max Janlet
Herren, Degen, Einzel: Halbfinale
Herren, Degen, Mannschaft: 4. Platz

- Werner Mund
Herren, Florett, Einzel: Halbfinale
Herren, Degen, Mannschaft: 4. Platz

- André Poplimont
Herren, Degen, Einzel: Halbfinale
Herren, Degen, Mannschaft: 4. Platz